# Rio Gherend
O Rio Gherend é um rio da Romênia, afluente do Cormoş, localizado no distrito de Covasna.